# حاييم كوفمان
حاييم كوفمان هو شخصية أعمال وسياسي إسرائيلي، ولد في 12 ديسمبر 1934 في تل أبيب في إسرائيل، وتوفي في 7 أغسطس 1995 في إسرائيل. نشط حزبياً في ليكود.

## مناصب
- انتخب عضو الكنيست [الإنجليزية]‏ وقد انضم خلال فترته النيابية  [لغات أخرى]‏ (13 يونيو 1977 – 20 يوليو 1981) للكتلة البرلمانية ليكود.
- انتخب عضو الكنيست [الإنجليزية]‏ وقد انضم خلال فترته النيابية  [لغات أخرى]‏ (20 يوليو 1981 – 13 أغسطس 1984) للكتلة البرلمانية ليكود.
- انتخب عضو الكنيست [الإنجليزية]‏ وقد انضم خلال فترته النيابية  [لغات أخرى]‏ (13 أغسطس 1984 – 21 نوفمبر 1988) للكتلة البرلمانية ليكود.
- انتخب عضو الكنيست [الإنجليزية]‏ وقد انضم خلال فترته النيابية  [لغات أخرى]‏ (8 أكتوبر 1990 – 13 يوليو 1992) للكتلة البرلمانية ليكود.
- انتخب عضو الكنيست [الإنجليزية]‏ وقد انضم خلال فترته النيابية [الإنجليزية]‏ (13 يوليو 1992 – 7 أغسطس 1995) للكتلة البرلمانية ليكود.
- انتخب عضو الكنيست [الإنجليزية]‏ وقد انضم خلال فترته النيابية  [لغات أخرى]‏ (19 يناير 1977 – 13 يونيو 1977) للكتلة البرلمانية ليكود.